# Kierz Niedźwiedzi
Kierz Niedźwiedzi is een plaats in het Poolse district  Skarżyski, woiwodschap Święty Krzyż. De plaats maakt deel uit van de gemeente Skarżysko Kościelne en telt 740 inwoners.